# The Calling
The Calling es una banda estadounidense de rock alternativo formada en 1996 en Los Ángeles, California, Estados Unidos, por Alex Band (vocalista) y Aaron Kamin (guitarrista). El grupo es conocido sobre todo por su éxito "Wherever You Will Go", incluida en las bandas sonoras de las películas Coyote Ugly y Love Actually. Su primer disco fue: Camino Palmero (2001), seguido por Two (2004) y The Calling: Greatest Hits (2007).
La banda se separó en 2005. En 2013, The Calling se rehízo con una nueva formación y realizó algunos conciertos antes de separarse nuevamente. El grupo se relanzó una vez más en 2016, y anunció nuevas canciones para 2018.

## Historia

### Formación (1996-2000)
La banda fue formada por Alex Band (voz) y Aaron Kamin (guitarra), cuando Kamin estaba saliendo con la hermana de Band. Kamin y Band inicialmente comenzaron a tocar y escribir canciones en 1996, y dieron conciertos bajo el nombre de "Generation Gap" con un baterista que tenía el doble de su edad. En esta etapa, la banda también tenía saxofonista, Benny Golbin, dando a las canciones un aire de jazz que recordaba al de Dave Matthews Band. Finalmente, Band y Kamin abandonaron "Gap", y cambiaron brevemente su nombre por el de "Next Door", que era un guiño al veterano ejecutivo musical y vecino de Band, Ron Fair.
Kamin y Band se centraron en escribir canciones, y como la voz de Band comenzó a madurar, el dúo empezó a dejar maquetas de nuevas canciones e ideas para Fair en su buzón. Encontraron rápidamente su propio estilo entre los grupos de rock de principios del siglo 21 como Matchbox Twenty, Third Eye Blind, Train y Fastball. En 1999, Fair se impresionó lo suficiente como para llevarlos a firmar un contrato discográfico con RCA. Cambiaron su nombre a "The Calling", que reflejaba el sentido encontrado de la banda.

### Camino Palmeroy demanda de la banda (2001-2003)
El primer álbum de "The Calling" fue grabado entre 1999 y 2001, en gran parte con músicos de estudio. A medida que la banda progresaba, se incorporaron al grupo en 2001 Sean Woolstenhulme (anteriormente con Lifehouse) (guitarras), Billy Mohler (bajo), y Nate Wood (batería), además de una serie de músicos adicionales en las giras. Algunas de las canciones fueron grabadas de nuevo, y el primer álbum de "The Calling", Camino Palmero, se publicó en julio de 2001 y se convirtió rápidamente en un éxito debido a la repercusión de su sencillo, "Wherever You Will Go". La canción ocupó un lugar destacado en un episodio de la primera temporada la serie de televisión Smallville, titulado "Metamorfosis". También apareció en la película del año 2000 Camino Palmero, vendiendo más de cinco millones de copias en todo el mundo y obteniendo un galardón de oro en los Estados Unidos.
En junio de 2002, Woolstenhulme dejó "The Calling", siendo sustituido más tarde por Dino Meneghin. Mohler y Wood dejaron el grupo en octubre de 2002. En noviembre de 2003, los exmiembros Wood y Mohler demandaron a Band, Kamin y a la dirección del grupo, acusándolos de mala gestión y fraude, y exigiendo una auditoría del dinero que se gastó durante su pertenencia a "The Calling". Los demandantes afirmaban que se les había prometido para 2001-02 una parte de los derechos y ganancias de las giras, así como de la mercadotecnia asociada a la imagen del grupo. Band y Kamin afirmaron que los dos músicos habían sido contratados, y que por lo tanto no tenían derecho a los beneficios generados por el nombre del grupo.

### Twoy disolución (2004-2005)
En junio de 2004, el grupo regresó con Two. El álbum dio origen a tres sencillos y a los vídeos que los acompañaron: Our Lives, Things Will Go My Way, y Anything. Sin embargo, Two obtuvo unas ventas decepcionantes en comparación con su primer álbum.
Después de una larga gira mundial en apoyo del álbum, Kamin y Band decidieron paralizar indefinidamente la actividad de "The Calling", tras realizar un concierto de despedida en Temecula, California. Alex comenzó entonces una carrera en solitario, y desde 2008 ha promocionado ocasionalmente sus conciertos anunciándolos indebidamente con el nombre de "The Calling".

### Reunión (2013)
El 15 de agosto de 2013, Alex Band junto con Sean Kipe (guitarras y coros) su coautor en las nuevas canciones de "The Calling" anunció que el grupo iba a relanzarse con nuevos miembros, y que realizaría su concierto de regreso en el Atlantic City Bally en agosto de 2013.
Se incorporó el bajista Jake Fehres, antiguo miembro de Astral Aliens y dos veces campeón de la KROQ-FM Battle en Los Ángeles. Después de algunas giras, la banda se separó de nuevo en 2013.

### Segunda reunión (2016-presente)
En octubre de 2016, Alex Band y Aaron Kamin recompusieron de nuevo "The Calling" con una nueva formación, y al mes siguiente actuaron en Manila, Filipinas.
The Calling comenzó a realizar giras por Europa a principios de 2020, con lugares que incluyen el Reino Unido, Alemania, España, Italia y Austria. Mientras estaba de gira en febrero, Band habló en una presentación de entrevista en video con el podcast galés SteegCast. En el video, Band habla de sus planes musicales futuros y habla de material nuevo, incluido incluso en algún momento el lanzamiento de trabajos orquestales de algunas de las canciones más conocidas de Calling.
The Calling anunció en sus redes sociales su gira por América Latina para celebrar el 20 aniversario de su álbum debut, con fechas a partir de diciembre de 2022 en Brasil, Argentina, Costa Rica y México. Algunas de las fechas se pospusieron posteriormente hasta mayo de 2023.
En abril de 2023, The Calling anunció una vez más una nueva formación de la banda; La banda es el cantante principal; Daniel Damico regresa a la guitarra solista y Dom Liberati al bajo. Al mes siguiente, se burlaron de la producción de nueva música, reproduciendo un fragmento de una nueva canción titulada "Dust".
El 10 de agosto de 2023, The Calling colaboró con la agencia de publicidad de Singapur BBH Singapore para encabezar la nueva campaña "Protection" de Income Insurance con su nueva canción titulada "Fallin' Apart", que luego se lanzó como sencillo; primer lanzamiento oficial de material nuevo desde su último sencillo "Anything" en 2004. Se creó y lanzó un video musical el 16 de agosto de 2023.
Los trabajos de un tercer álbum comenzaron en septiembre de 2023. El 11 de diciembre de 2023, The Calling publicó avances en sus redes sociales de la banda trabajando en Minneapolis, Minnesota con el galardonado productor discográfico John Fields (que había trabajado en el álbum en solitario de Alex Band).), lo que confirma además que se está haciendo nueva música, con una fecha de lanzamiento prevista para 2024.

## Miembros
| Miembros actuales - Alex Band — voces (1996-2005, 2013, 2016-presente) - Daniel Damico — guitarra rítmica (2016-presente) - Dom Liberati — bajo (2023-presente) Miembros anteriores del tour - Justin Derrico — baterista (2004-2005) - Kaveh Rastegar — Guitarra/Voz (2004) - Corey Britz — Bajo/voz (2004-2005) - Justin Meyer — Batería (2004-2005) | Miembros anteriores - Sean Woolstenhulme — guitarra, Voz (1996-2002) - Billy Mohler — bajo (1996-2002) - Nate Wood — batería (1996-2002) - Dino Meneghin — guitarra rítmica (2002-2003) - Aaron Kamin — guitarras, coros (1996-2005) - Sean Kipe — guitarra, voz (2013) - Jake Fehres — bajo (2013) - Art Pacheco — batería (2013) - Travis Loafman — guitarra rítmica (2016-2022) - Daniel Thomson — batería (2016-2022) |

Línea del tiempo

## Discografía
Álbumes de estudio
- 2001: Camino Palmero
- 2004: Two

Álbumes de grandes éxitos
- 2011: Best of The Calling

### Sencillos
| Año  | Título                   | Posición | Posición | Posición | Posición | Álbum                         |
| Año  | Título                   | US       | AUS      | UK       | ITA      | Álbum                         |
| ---- | ------------------------ | -------- | -------- | -------- | -------- | ----------------------------- |
| 2001 | "Wherever You Will Go"   | #5       | #5       | #3       | #1       | Camino Palmero                |
| 2002 | "Adrienne"               | -        | -        | #18      | #15      | Camino Palmero                |
| 2002 | "Could It Be Any Harder" | -        | -        | -        | #22      | Camino Palmero                |
| 2003 | "For You"                | -        | -        | -        | -        | Daredevil Original Soundtrack |
| 2004 | "Our Lives"              | -        | -        | #13      | #30      | Two                           |
| 2004 | "Things Will Go My Way"  | -        | -        | #34      | -        | Two                           |
| 2004 | "Anything"               | -        | -        | -        | -        | Two                           |

- Datos: Q523449